# Dolmen de Kermarquer
Le dolmen de Kermarquer (ou Kermarker) est un dolmen situé à La Trinité-sur-Mer, dans le Morbihan en France.

## Historique
Le dolmen a été exploré par la Société polymathique du Morbihan en 1866, par Lukis en 1867, par Félix Gaillard en 1887 et restauré par Zacharie Le Rouzic entre 1905 et 1927.
Il est classé au titre des monuments historiques par arrêté du 18 juin 1899.

## Description
Le dolmen est du type dolmen à couloir avec un cabinet latéral au sud-ouest. Le couloir ouvre à l'est. Le dolmen comporte quinze orthostates  et mesure environ 5 m de longueur. Il comporte encore trois dalles de couverture en place : une sur le couloir, une seconde à la jonction du couloir et de la chambre et la dernière recouvre complètement le cabinet latéral. Le dallage du sol recouvrait une couche de galets en quartz blanc.

## Mobilier archéologique
Cussé et Galles y ont recueilli un grain de collier, une pointe de flèche à ailerons, un petit fragment de fer oligiste usé, un objet indéterminé en or et des débris de poterie. Galles explora une partie de la chambre que ses prédécesseurs avaient négligé et il y découvrit deux pendeloques (1 en silex, 1 en diorite), une pointe flèche à barbelures et ailerons, une lame en silex, un percuteur très usé, un vase apode de couleur brune et un autre caliciforme de couleur brun-rougeâtre et divers fragments de céramique ornés de dessins variés et de pontillés. Le matériel découvert est conservé dans les collections de la Société polymathique, au musée de Préhistoire de Carnac et un vase découvert par Lukis est conservé au British Museum.